# Conte di Melville
Conte di Melville (pronunciato "Looden") è un titolo nobiliare della Parìa di Scozia. Esso venne creato nel 1690 per il militare e politico scozzese George Melville, IV lord Melville, il quale venne creato contestualmente anche Lord Raith, Monymaill e Balwearie e Visconte di Kirkcaldy, sempre nella parìa di Scozia. Egli sposò Catherine Leslie, figlia di Alexander Leslie, lord Balgonie, e nipote di Alexander Leslie, I conte di Leven. Lord Melville venne succeduto alla sua morte nel 1707 da suo figlio David che, già nel 1681, gli era succeduto nella contea di Leven attraverso la madre. Le due contee rimasero da allora unite.
Il titolo di Lord Melville, di Monymaill, venne creato nella Parìa di Scozia nel 1616 per Robert Melville, un Extraordinary Lord of Session col titolo giudiziale di Lord Murdochairnie, per suo fratello, John Melville. Egli venne succeduto dal figlio Robert, il secondo Lord. Questi fu Lord of Session sotto il titolo giudiziale di Lord Burntisland. Nel 1628 ottenne la possibilità di trasmettere i propri titoli a tutti i suoi eredi che avessero portato il cognome di Melville. Lord Melville morì senza eredi e venne succeduto dal suo primo cugino, John Melville, il terzo lord, nipote del già menzionato John Melville, fratello maggiore del primo lord. Il terzo lord venne succeduto da suo figlio, il già menzionato quarto lord, il quale venne appunto poi creato conte di Melville nel 1690.

## Lords Melville (1616)
- Robert Melville, I lord Melville (1547–1621)
- Robert Melville, II lord Melville (m. 1635)
- John Melville, III lord Melville (m. 1643)
- George Melville, IV lord Melville (1636–1707) (creato Conte di Melville nel 1690)

## Conti di Melville (1690)

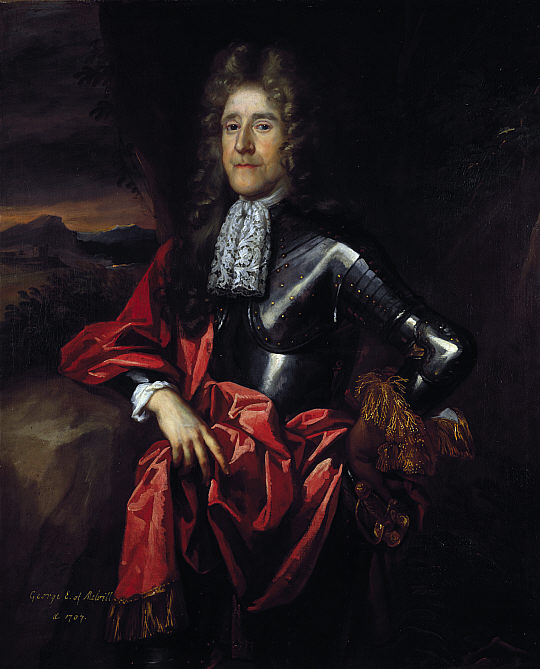
George Melville, I conte di Melville.

- George Melville, I conte di Melville (1636–1707)
- David Melville, III conte di Leven, II conte di Melville (1660–1728)

Per i successivi conti di Melville, vedi Conte di Leven.